# نخر الشريط الانقباضي

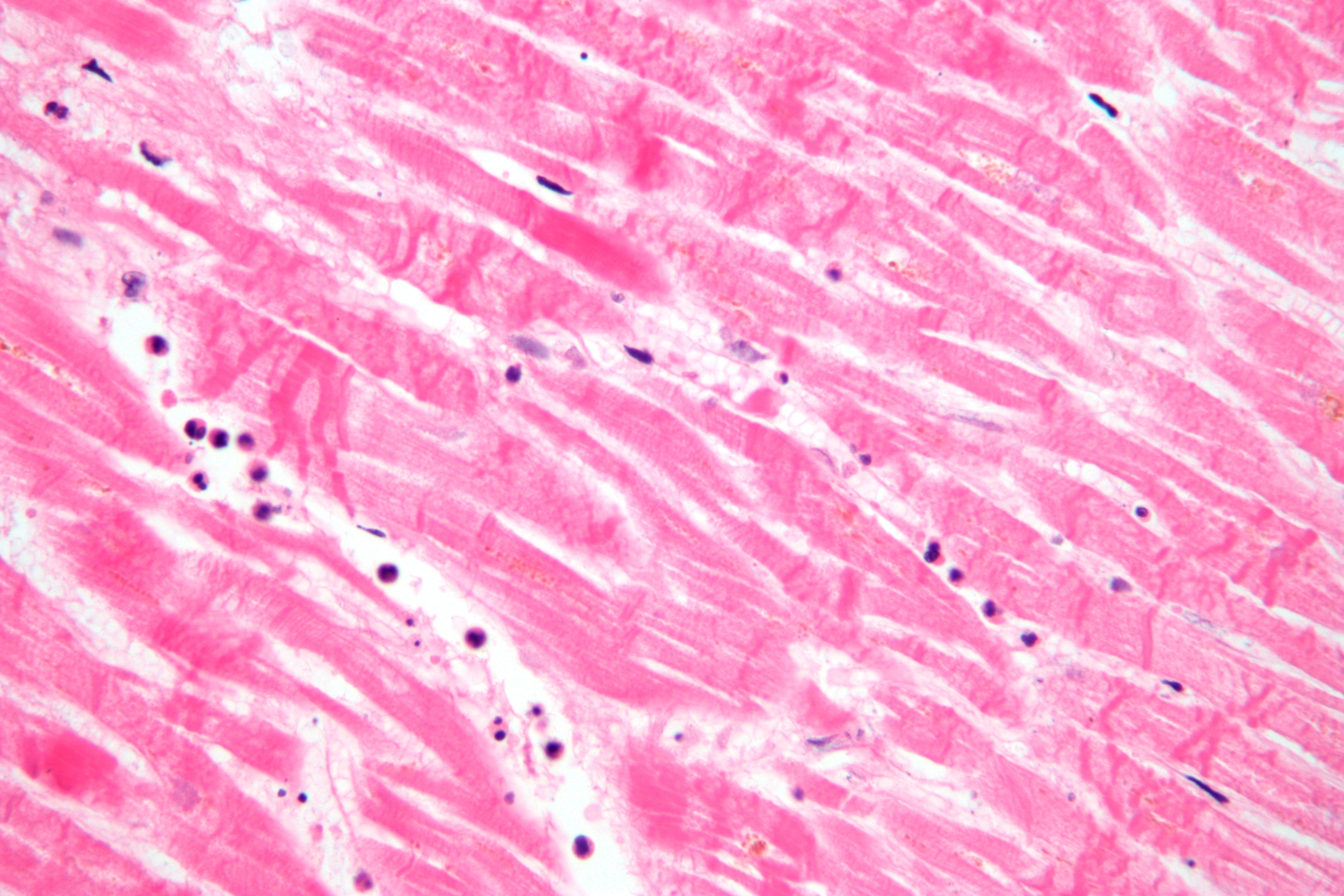
صورة مجهرية عالية التكبير تُظهر نخر الشريط الانقباضي وانحلال النواة. صبغة الهيماتوكسيلين والأيوزين.

نخر الشريط الانقباضي (Contraction band necrosis)  هو أحد أنواع موت الخلايا (نخر) الطليق الذي يصيب خلايا عضلة القلب ويعتقد أنه ينشأ في إعادة التروية من فرط الانقباض الذي يتسبب في تمزق غمد الليف العضلي.
وهو عبارة عن حقيقة هيستولوجية مميزة للإصابة بـاحتشاء عضلة القلب (نوبة قلبية) في فترة قريبة ولم تتم إعادة ترويتها بشكل جزئي.
يأتي اسم نتائج الهيستوباثولوجيا من الظهور تحت المجهر؛ حيث تظهر الأشرطة الانقباضية في صورة أشرطة سميكة عليها صبغة الأيوزين بكثافة (عادة ما تكون بعرض 4-5 ميكرومتر) وتمتد على محور قصير لخلية عضلية. ومن الممكن أن يراها البعض عبارة عن تجعدات صغيرة إضافية سميكة، مثل عضلة القلب والعضلات المخططة.

## فسيولوجيا الأمراض
يُعتقد أن نخر الشريط الانقباضي ينشأ عن طريق آلية من اثنتين:
1. آلية تعتمد على الكالسيوم - تفعيل آلية تقليص الخلية عبر آليتها المعتادة والكالسيوم الذي يزيد بسبب الإقفار.
2. آلية لا تعتمد على الكالسيوم، كما هو واضح في الصمل - تفعيل آلية التقليص في عملية تحديد ثُلاثِي فُسْفاتِ الأَدِينُوزِين المنخفض.

وتم تضمين عمليات الإشباع بالأكسجين المتعلقة بموت الخلايا (تقليلها) في الدراسات على الحيوانات وتعد مجالاً للبحث النشط، ولديه إمكانية تقليل معدل المرض (عبء المرض) والوفيات (الوفاة) لـمرض القلب والأوعية الدموية.

## صور إضافية

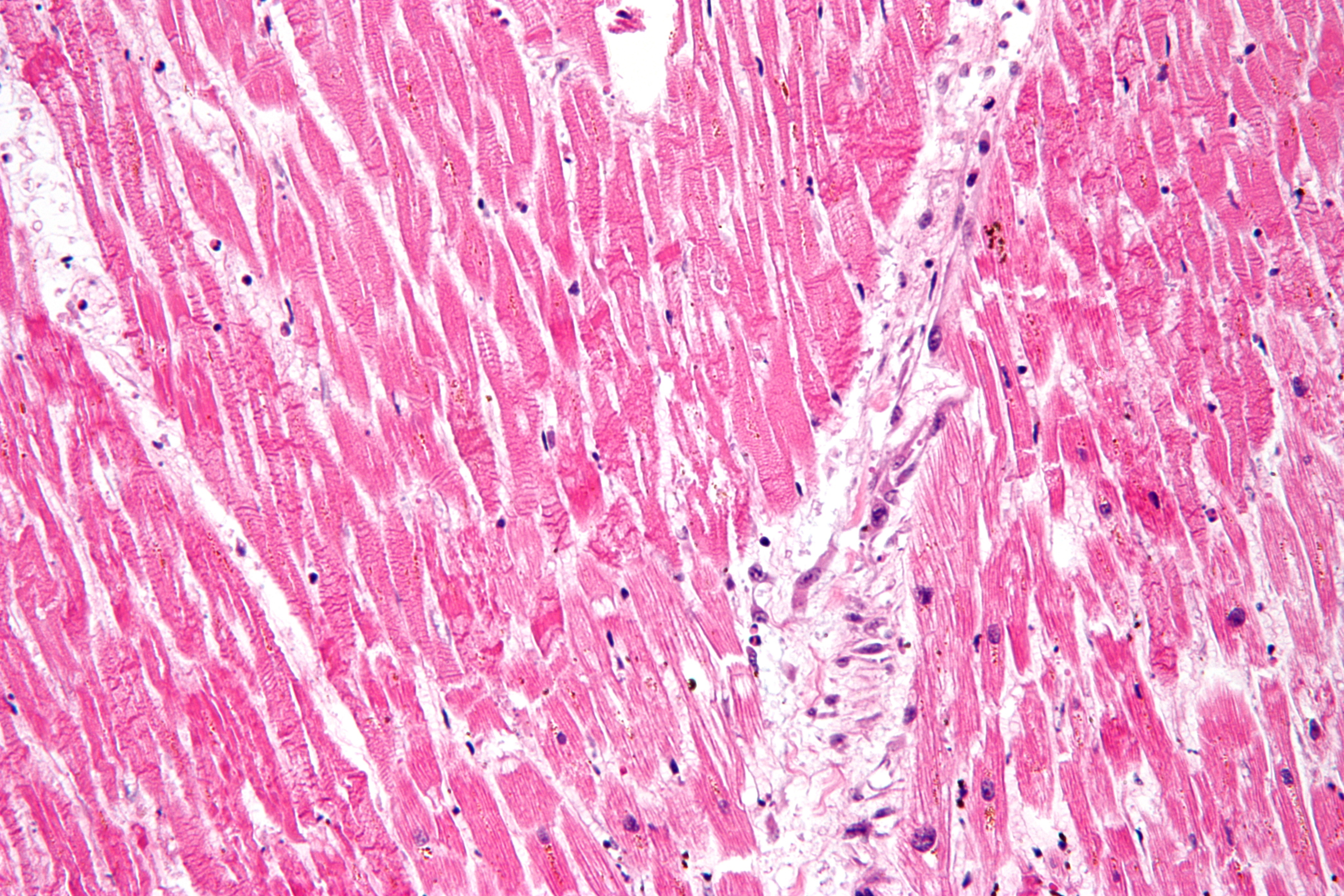
نخر الشريط الانقباضي. صبغة الهيماتوكسيلين والأيوزين.
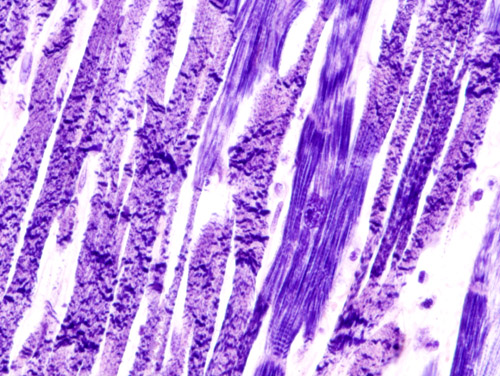
نخر الشريط الانقباضي. Phosphotungstic acid haematoxylin.

## وصلات خارجية
- Contraction band necrosis - pathologypics.com